# Närvarorätt
Närvarorätt är den sammanträdestekniska termen för den rätt att närvara vid ett möte eller sammanträde som en person enligt stadgar eller reglemente kan ha. En förening kan till exempel ha regeln att endast betalande medlemmar har närvarorätt. Om det finns personer närvarande vid mötet som naturligt saknar närvarorätt enligt stadgar, eller personer som är inbjudna att närvara som saknar närvarorätt, kan frågan om närvarorätt lyftas genom att inadjungera dessa och därmed tilldela dem närvarorätt. 
Enligt kommunallagen (KL) kan andra förutom ledamöter och ersättare i kommunfullmäktige, landstingsfullmäktige och församlingarnas nämnder närvara vid dess möten med yttranderätt, ifall mötet tillåter det. Den närvarande individen saknar dock beslutanderätt. Ibland kan dessa individer ha rätt att få med sin mening i protokollet som förs vid mötet.